# Estelle Lefébure

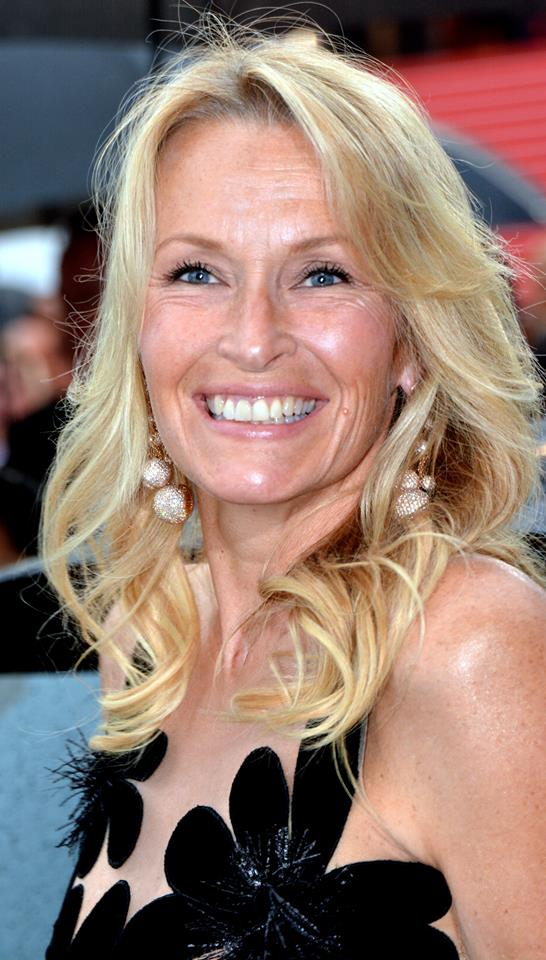
Estelle Lefébure Cannes 2018

Estelle Lefébure (* 11. Mai 1966 in Rouen) ist ein französisches Model und eine Schauspielerin.

## Leben

### Modelkarriere
Estelle Lefébure begann ihre Modelkarriere im Alter von neunzehn Jahren. Schon nach kurzer Zeit war sie auf dem Cover von Elle und Vogue zu sehen. Sie modelte in Werbekampagnen für Guess?, Cartier, Christian Dior, Revlon, Lord & Taylor und Samsung. 1988 erschien sie erstmals in der Bademodenausgabe von Sports Illustrated, fotografiert von Marc Hispard. In den Jahren 1989, 1990 und 1993 war sie erneut in der Sports Illustrated zu sehen. 1992 trat sie nebst anderen Models im Musikvideo zu George Michaels Too Funky auf, das unter der Regie von Thierry Mugler entstand. Im Jahr 1999 war sie eine der Kandidatinnen für das offizielle Modell des französischen Nationalsymbols Marianne, gewählt wurde letztlich Laetitia Casta.

### Schauspielkarriere
Im Jahr 1994 trat Estelle Lefébure in der französischen Komödie Grosse Fatigue von Michel Blanc als sie selbst auf. 2001 war sie in der Komödie Absolument fabuleux von Gabriel Aghion ein Model für Jean Paul Gaultier. Für Steve Suissas Cavalcade aus dem Jahr 2005 spielte sie die Rolle der Chloé. 2007 verkörperte sie dann im Horrorfilm Frontier(s) als Gilberte ein Mitglied einer Kannibalenfamilie. Daneben hatte sie weitere Auftritte in Fernsehserien und TV-Filmen.

### Persönliches
Estelle Lefébure war bis 2001 mit dem Sänger David Hallyday verheiratet und hat mit ihm zwei Töchter. Zeitweise war sie als Estelle Hallyday bekannt.

## Filmografie (Auswahl)
- 1994: Grosse Fatigue
- 2001: Absolument fabuleux
- 2005: Cavalcade
- 2007: Frontier(s) – Kennst du deine Schmerzgrenze? (Frontière(s))